# Cerik (Srebrenik)
Cerik är en ort i Bosnien och Hercegovina. Den ligger i entiteten Federationen Bosnien och Hercegovina, i den nordöstra delen av landet, 100 km norr om huvudstaden Sarajevo. Cerik ligger 153 meter över havet och antalet invånare är 312.
Terrängen runt Cerik är kuperad åt sydväst, men åt nordost är den platt.Runt Cerik är det ganska tätbefolkat, med 93 invånare per kvadratkilometer.. Närmaste större samhälle är Gračanica, 15,8 km sydväst om Cerik.
Omgivningarna runt Cerik är en mosaik av jordbruksmark och naturlig växtlighet.